# Großkrausnik
Großkrausnik (bis zum 30. Oktober 1937 Großkrausnigk, niedersorbisch Wjelika Kšušwica) ist ein Ortsteil der Stadt Sonnewalde im Landkreis Elbe-Elster in Brandenburg.

## Geografie und Verkehrsanbindung

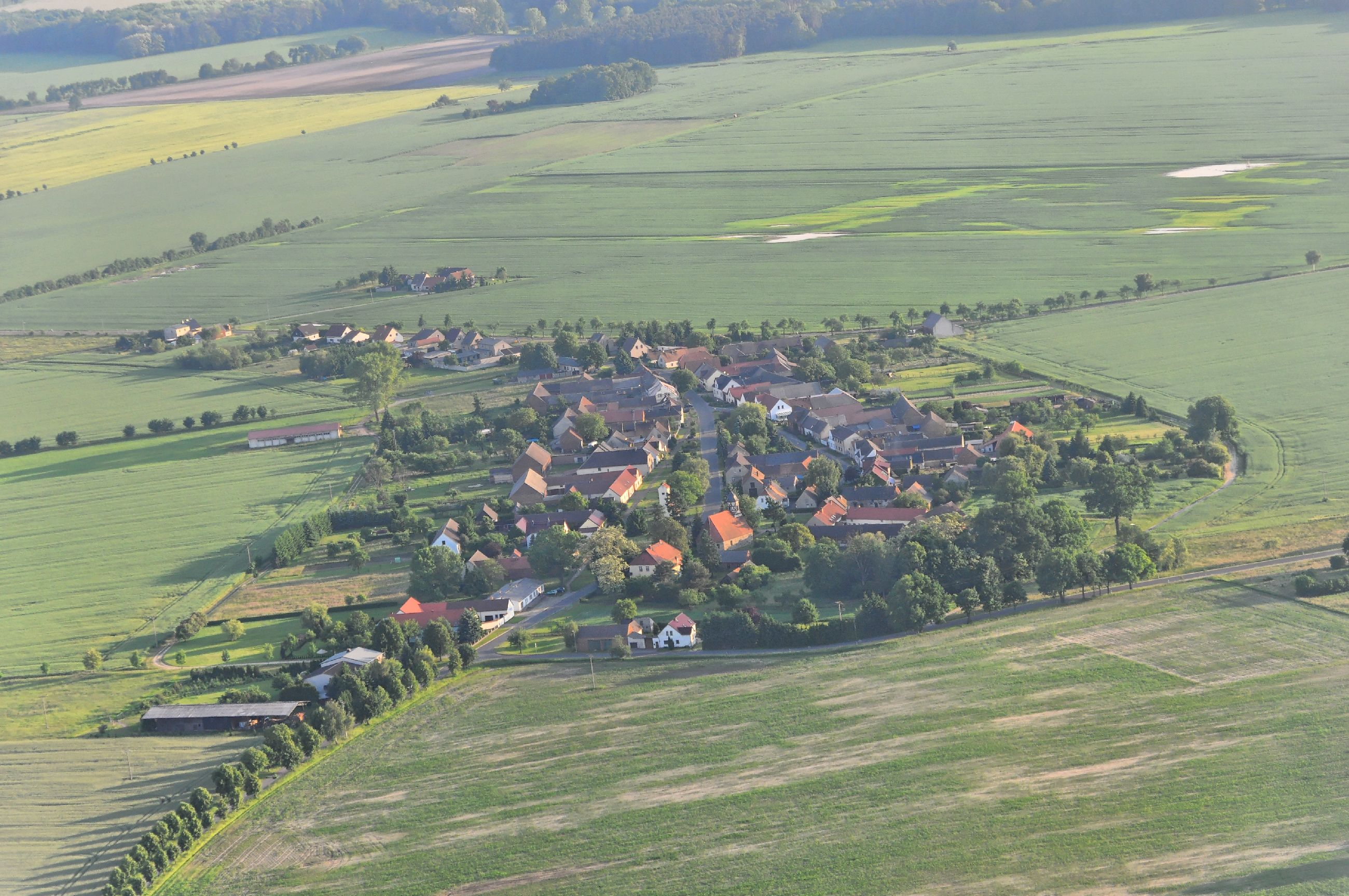
Luftbild (2013)

Großkrausnik liegt nördlich der Kernstadt Sonnewalde an den Kreisstraßen K 6237 und K 6234. Östlich verläuft die B 96 und südwestlich die Landesstraße L 703. Südwestlich erstreckt sich das rund 328 ha große Naturschutzgebiet Lugkteichgebiet mit dem Lugkteich. Unweit nördlich verläuft die Grenze zum Landkreis Dahme-Spreewald.
Die Gemarkung von Großkrausnik grenzt im Norden an Wehnsdorf, im Osten an Weißack, im Süden an Pahlsdorf und Zeckerin sowie im Westen an Kleinkrausnik.

## Geschichte
Großkrausnik wurde erstmals als Crussenick im Jahr 1439 urkundlich erwähnt. Weitere überlieferte Ortsnamensformen sind Crusnigk in den Kopien der Meißner Bistumsartikel aus dem Jahr 1495 und Groß Kraußnig im Jahr 1753. Der Ortsname bedeutet Ansiedlung am Birnengarten und ist von dem sorbischen Wort kšušwa = „Birne“ abgeleitet. Der Ort war der Standesherrschaft Sonnewalde unterstellt und gehörte somit bis 1806 zum Kurfürstentum Sachsen. Nach dem Wiener Kongress musste das Königreich Sachsen das Gebiet an das Königreich Preußen abtreten.
Ab 1816 gehörte Großkrausnik zum Landkreis Luckau in der preußischen Provinz Brandenburg. Am 30. Oktober 1937 wurde der Ortsname von den Nationalsozialisten geändert, um die auf eine sorbische Namensherkunft deutende Endung zu tilgen. Die Umbenennung wurde später nicht rückgängig gemacht. Seit der DDR-Kreisreform im Juli 1952 gehörte Großkrausnik zum Kreis Finsterwalde im Bezirk Cottbus. Nach der Wiedervereinigung lag die Gemeinde erst im Landkreis Finsterwalde, der 1993 im Landkreis Elbe-Elster aufging. Am 1. Mai 2002 wurde Großkrausnik nach Sonnewalde eingemeindet.

## Kultur und Sehenswürdigkeiten

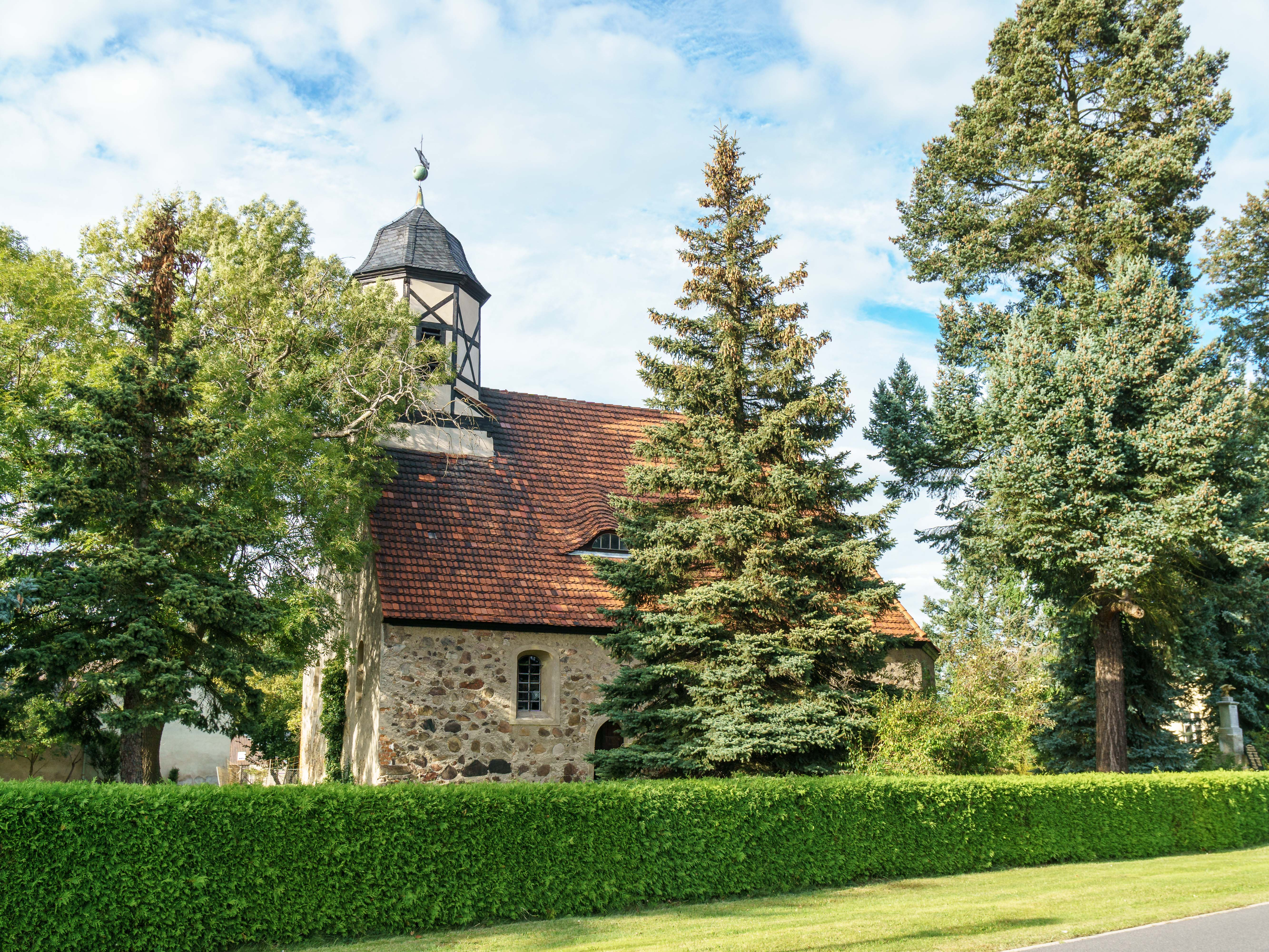
Dorfkirche Großkrausnik

- Die Dorfkirche Großkrausnik entstand um 1400 und wurde in der Zeit des Barock um einen Dachreiter erweitert. Im Innenraum steht unter anderem ein barockes Altarretabel aus der Zeit um 1700. Es stammt vom Doberluger Kunsttischler Abraham Jäger.

## Persönlichkeiten
- Benedictus Gotthelf Teubner (1784–1856), Buchhändler und Verlagsgründer
- Johannes Schultze (1881–1976), Historiker und Archivar